# Claramunt
Claramunt es un pueblo del término de Fígols de Tremp, agregado en 1970 al término municipal de Tremp. En 1812 había formado ayuntamiento propio, a partir del despliegue de la normativa derivada de la Constitución de Cádiz, pero tuvo que agregarse a Castissent en febrero del 1847, dado que no sobrepasaba el número mínimo de 30 vecinos (cabezas de familia) para poder mantener su ayuntamiento. En 1877 el ayuntamiento de Castissent pasó a denominarse Eroles, con capitalidad en aquel pueblo, y en 1940 volvió a cambiar cabeza de partido municipal, que fue Fígols de Tremp, ya hasta la anexión en Tremp.
Está situado al oeste de Tremp, a 21 kilómetros, y es accesible por una pista rural asfaltada de poco más de 5 kilómetros que arranca del punto kilométrico 11,5 de la carretera C-1311, del Puente de Montañana en Tremp, pasado el Coll de Montllobar.
Es un pueblo que tiene un cierto núcleo agrupado sobre una colina, donde quedan algunos vestigios del castillo de Claramunt, sin que sea reconocible la existencia de un cercado formado por las casas, pero sobre todo por un conjunto de antiguas masías dispersas, como las casas de los Prats de Rincón, de Ramón del Soldat, y del Escolà, algunas de ellas del todo desaparecidas. En Mas Fumàs, al oeste de Claramunt, la capilla románica de Sant Salvador de Casa Fumàs.

## Etimología
Claramuntes una forma románica antigua procedente del latínclaro monte(montaña rala), como se puede observar perfectamente con una visita al lugar: el suelo donde se levanta el pueblo de Claramunt es muy poco propicio a la existencia de bosques espesos, dada su pobreza.

## Historia
En el censo de 1359, Claramunt no consta, en 1831 sí, con 28 habitantes, y hacia 1900, había 25 edificios, con 79 habitantes. En 2006 sólo hay censado un habitante.
La iglesia de San Pedro de Claramunt era parroquial, pero no pertenecía al obispado de Urgel, sino que en un principio fue del Obispado de Roda y luego fue traspasado al  de Lérida, al suprimirse ese obispado. Actualmente sigue perteneciendo, pero la parroquia de Castissent es administrada desde la parroquia de Arén, del obispado de Barbastro-Monzón, debido a que Castissent había pertenecido siempre al arciprestazgo de Tolva, que pasó al último obispado mencionado, creado a finales del siglo XX.
Pascual Madoz publicaba en 1845 elDiccionario geográfico .... Donde se encuentra un artículo dedicado a Claramunt, entre otras cosas, dice que:

Claramunt es en un lugar alto, dominado al norte por la colina del Cabo, en lugar perfectamente ventilado y clima un poco frío, pero saludable. Tenía 9 casas reunidas, de un solo piso y miserables, y 6 más de diseminadas, llamadas de los Prats de Rincón, de Ramón del Soldat y del Escolà. Menciona una torre muy antigua y restos que demuestran que había sido un lugar fortificado. El agua que abastece el pueblo proviene de una balsa situada en un cuarto de hora del pueblo. El terreno es áspero, roto, árido y de mala calidad, y no hay ni bosques ni huertos de regadío. La principal producción, aunque escasa, era trigo, algo de centeno y vino de mala calidad. Había algunas pastos, con ovejas y vacas y toros. La caza era abundante, con conejos, perdices y lobos. 5 vecinos (cabezas de familia) y 30 almas (habitantes) constituían la población.

La posesión de Claramunt, a lo largo de la historia ha cambiado a menudo de manos, poco antes de la extinción de los señoríos, a mediados del siglo XIX, pertenecía a Joaquina Lalaing y Lacerda, tercera condesa de Lalaing, emparentada con la casa de Medinaceli.